# Blasterjaxx
Blasterjaxx – holenderski duet DJ-owy i producent muzyczny złożony z Thoma Jongkinda (ur. 1990) i Idira Makhlafa (ur. 1992). Duet wywodzi się z Hagi i działa od 2010 roku. Tworzy głównie muzykę big room house i electro house wywodzące się z elektronicznej muzyki tanecznej.

## Historia
W 2010 roku Thom Jongkind, znany zawodowo jako Scalix, założył duet o nazwie Blasterjaxx z producentem Leonem Vielvoije, który wyszedł wkrótce po dołączeniu. Jongkind kontynuował pod nazwą Blasterjaxx i rozpoczął współpracę z Idir Makhlaf, znanym zawodowo jako Macosta. W końcu Makhlaf oficjalnie dołączył do Jongkinda pod nazwą Blasterjaxx.
W 2012 roku został wydany album Rebon EP we współpracy z D-Rashidem i zawierał dwa utwory "Reborn" i "Where We Go". Holenderski producent EDM i DJ, Laidback Luke podpisał utwory dla swojej wytwórni Mixmash Records. Na początku 2013 roku grupa wyprodukowała Loud & Proud razem z Billy The Kit, a potem Tiësto podpisuje je do swojej wytwórni muzycznej Musical Freedom. Blasterjaxx zremiksował hity Tiësto "Adagio for Strings" i "Love Comes Again", a także współpracował z nim przy remiksie "United", oficjalnego hymnu Ultra Music Festival. Blasterjaxx ma dodatkowe punkty współpracy z Dimitri Vegas i Like Mike, David Guetta, Hardwell, Afrojack, Nicky Romero, Quintino, Ibranovski i inni.
Singiel "Faith" był wielkim hitem w Holandii w 2013 roku i w Szwecji w 2014 roku. Następnie wydali współpracę z Hardwellem, który wydał utwór "Fifteen". Blasterjaxx po raz pierwszy wziął udział w plebiscycie DJ Mag 100 najlepszych DJ-ów na # 71 w 2013 roku. W 2014 roku duet osiągnął # 13, a 19 w 2015 roku. W czerwcu 2015 roku Blasterjaxx nawiązał współpracę z marką elektroniczną Electronic Music, Electric Family, by wyprodukować bransoletkę współpracy ze 100% dochód jest przekazywany na rzecz Fundacji 20x20x20.
W 2015 duet założył własną wytwórnie muzyczną pod nazwą Maxximize Records. W sierpniu 2015 roku Idir Makhlaf ogłosił, że nie będzie występował na scenie z powodów ataku paniki, lecz dalej będzie współpracował z Thomem Jongkindem i przejmie znaczną część pracy w studiu.

## Dyskografia

### Single
| Nazwa                  | Wydanie | Wytwórnia Muzyczna     | Dodatkowe Informacje           |
| ---------------------- | ------- | ---------------------- | ------------------------------ |
| "La Vaca"              | 2010    | First Class Music      |                                |
| "Kingston"             | 2010    | First Class Music      | ft. Royal Flavour              |
| "Bambu"                | 2010    | Squeeze Music          | z Chaosz                       |
| "Afrika"               | 2010    | Dutch Only! Recordings | z Retrick Abigail              |
| "Like Thiz"            | 2010    | Squeeze Music          |                                |
| "Escucha"              | 2011    | Dirty Dutch Music      | z Carlos Barbosa               |
| "Blossom"              | 2011    | First Class Music      |                                |
| "Dopenez Anthem"       | 2011    | First Class Music      |                                |
| "Devotion"             | 2012    | First Class Music      |                                |
| "Toca Flute"           | 2012    | Moganga                | z Carlos Barbosa               |
| "Bomberjack"           | 2012    | First Class Music      |                                |
| "FaYa"                 | 2012    | First Class Music      |                                |
| "Bermuda"              | 2013    | Peak Hour Music        |                                |
| "Rock Like This"       | 2013    | Smash The House        | z Dave Till                    |
| "Loud & Proud"         | 2013    | Musical Freedom        | z Billy The Kit                |
| "Puzzle"               | 2013    | DOORN Records          | z Quintino                     |
| "Faith"                | 2013    | Powerhouse Music       |                                |
| "That Big"             | 2013    | Spinnin' Records       | z Yves V                       |
| "Snake"                | 2013    | Dim Mak                |                                |
| "Mystica"              | 2014    | Revealed Recordings    |                                |
| "Titan"                | 2014    | Spinnin' Records       | z Badd Dimes                   |
| "Mystica (Werewolf)"   | 2014    | Revealed Recordings    |                                |
| "Astronaut"            | 2014    | Doorn Records          | z Ibranovski                   |
| "Echo"                 | 2014    | Protocol Recordings    |                                |
| "Rocket"               | 2014    | Revealed Recordings    | z W&W                          |
| "Legend Comes To Life" | 2014    | Mixmash Records        |                                |
| "Gravity"              | 2014    | Spinnin' Records       |                                |
| "You Found Me"         | 2014    | Spinnin' Records       | ft. Courtney Jenaé             |
| "Beautiful World"      | 2015    | Revealed Recordings    | z DBSTF                        |
| "No Place Like Home"   | 2015    | Ultra                  | ft. Rosette                    |
| "Forever"              | 2015    | Dim Mak                | ft. Courtney Jenaé             |
| "Bowser"               | 2015    | Revealed Recordings    | z W&W                          |
| "Ghost In The Machine" | 2015    | Spinnin' Records       | z MOTi ft. Jonathan Mendelsohn |
| "Heartbreak"           | 2015    | Maxximize Records      |                                |
| "Parnassia"            | 2016    | Maxximize Records      | z DBSTF                        |
| "Soldier"              | 2016    | Maxximize Records      | z Breathe Carolina             |
| "The Silmarillia"      | 2016    | Maxximize Records      |                                |
| "Hit Me"               | 2016    | Maxximize Records      | z DBSTF ft. Go Comet!          |
| "Going Crazy"          | 2016    | Revealed Recordings    | z Hardwell                     |
| "Big Bird"             | 2016    | Maxximize Records      |                                |
| "Heart Starts To Beat" | 2016    | Maxximize Records      | z Marnik                       |
| "No Sleep"             | 2016    | Maxximize Records      |                                |
| "Collide"              | 2017    | Maxximize Records      | ft. David Spekter              |
| "More"                 | 2017    | Maxximize Records      | ft. Mister Blonde              |
| "Black Rose"           | 2017    | Maxximize Records      | ft. Jonathan Mendelsohn        |
| "Savage"               | 2017    | Maxximize Records      |                                |
| "All I Ever Wanted"    | 2017    | Maxximize Records      | z Tom Swoon                    |
| "Bizarre"              | 2017    | Maxximize Records      | z Uhre                         |
| "Narco"                | 2017    | Maxximize Records      | z Timmy Trumpet                |
| "Follow"               | 2017    | Maxximize Records      |                                |
| "Phoenix"              | 2018    | Maxximize Records      | z Olly James                   |
| "1 Second"             | 2018    | Maxximize Records      |                                |
| "Rio"                  | 2018    | Maxximize Records      |                                |
| "Switch"               | 2018    | Maxximize Records      | z Bassjackers                  |
| "Bigroom Never Dies"   | 2018    | Revealed Recordings    | z Hardwell                     |

### Albumy
| Tytuł                       | Wydanie | Wytwórnia Muzyczna    | Dodatkowe Informacje  |
| --------------------------- | ------- | --------------------- | --------------------- |
| Get Down / Dealer           | 2010    | Dutch Star Records    |                       |
| Reborn EP                   | 2012    | Mixmash Records       | z D-Rashid            |
| Koala EP                    | 2013    | Ones To Watch Records |                       |
| XX Files                    | 2017    | Maxximize Records     |                       |
| XX Files [Festival Edition] | 2017    | Maxximize Records     |                       |
| Blasterjaxx Booster Pack    | 2017    | Maxximize Records     | jako darmowe pobranie |